# ダニー・ブリント
ダニー・ブリント（Danny Blind, 1961年8月1日 - ）は、オランダ出身の元同国代表サッカー選手、サッカー指導者。
ファースト・ネームの実際の発音はデニー。息子のデイリー・ブリントもオランダ代表のサッカー選手。

## クラブ経歴
アヤックスではキャプテンを務め、チームの精神的支柱となるリベロ、守備の要でありながら、オーバーラップで攻撃もサポートした。ライカールトの引退後は守備的MFでプレーすることもあった。また周囲からの信頼が厚く、アヤックス時代の監督ファン・ハールは「ACミランのバレージ、当時レアルマドリードのミカエル・ラウドルップと同じ位の価値がある選手である。」と最大限の信頼を置いていた。
スパルタ・ロッテルダムを経て1986年にアヤックス・アムステルダムに移籍。アヤックスでは13年間プレー、ヨーロッパ三大タイトル（UEFAチャンピオンズリーグ、UEFAカップ、UEFAカップウィナーズカップ）やトヨタカップ、オランダリーグ優勝など、多くのタイトル獲得に貢献した。1995年開催のトヨタカップではグレミオ相手に好プレーを見せ、大会MVPに選ばれた。
1994年にはアヤックス契約が切れるブリントを獲得しようと、プレミアリーグのクラブやガラタサライなどが破格の条件で獲得を打診したが、2年契約で残留した。

## 代表経歴
長年オランダ代表にも名を連ねたが、同じポジションにロナルド・クーマンが居たため出場は少なかったが、1990 FIFAワールドカップ、
1994 FIFAワールドカップにも参加した。ワールドカップ後30代半ばながら、クーマンの代表引退でようやくレギュラーとしてプレーする様になった、しかし代表監督のヒディングがPSVアイントホーフェン時代に指導したクーマンに代表復帰を打診すると、それならもう代表でプレーしないと宣言した為、クーマンの代表復帰はなくなり、UEFA EURO '96ではレギュラーとしプレーした。

## 指導者経歴
2005-06シーズン前にアヤックスの監督に就任したが、リーグ戦4位で終わりシーズン終了後解任された。
2012年夏からオランダ代表でルイ・ファン・ハールのアシスタントを務めており、2014年3月28日、2014 FIFAワールドカップ後にオランダ代表監督に就任するフース・ヒディンクのアシスタントも引き続き事が行うことが決定、同時にEURO 2016後にオランダ代表監督に就任する事も決定していたが、2015年6月29日付でヒディンクが退任したのを受けて7月1日にオランダ代表監督に就任した。だが同年10月、オランダ代表はEURO 2016予選で敗退となった。
2018 FIFAワールドカップロシア大会を目指す予選でもオランダ代表は苦戦し、スウェーデンとのアウェーゲームで不運な形で引き分け、フランスとのホームゲームで敗れた後、2017年3月25日のブルガリア戦とのアウェーゲームでは右利きCBのフィルジル・ファン・ダイク、ジェフリー・ブルマ、ステファン・デ・フライらが怪我でプレーできなかったことでブリントはアヤックスでトップチームにデビューして間もない17歳のマタイス・デ・リフトをスタメンで代表デビューさせたが、開始20分で2失点に絡んで0-2の敗戦し、翌日にKNVBが解任を発表した。3年前のヒディンクとブリントの同時任命が失敗だったことを会見で認めた。後任にはディック・アドフォカートが就いたが、結局オランダはロシアW杯への出場を逃している。
その後はファン・ハールが代表監督として復帰すると、再びアシスタントコーチとして復帰した。